# Любица Буралиева
Любица Буралиева (на македонска литературна норма: Љубица Буралиева) е политик от Северна Македония.

## Биография
Родена е на 13 декември 1952 година в прилепското село Стровия, тогава във Федеративна народна република Югославия. Завършва Музикален факултет.
В 2014 година е избрана за депутат от Социалдемократическия съюз на Македония в Събранието на Северна Македония. Буралиева не последва обявения от СДСМ бойкот на парламента и заедно със Солза Гърчева и Роза Топузова-Каревска остава депутат и съответно е изключена и остава независим депутат.